# Ambra

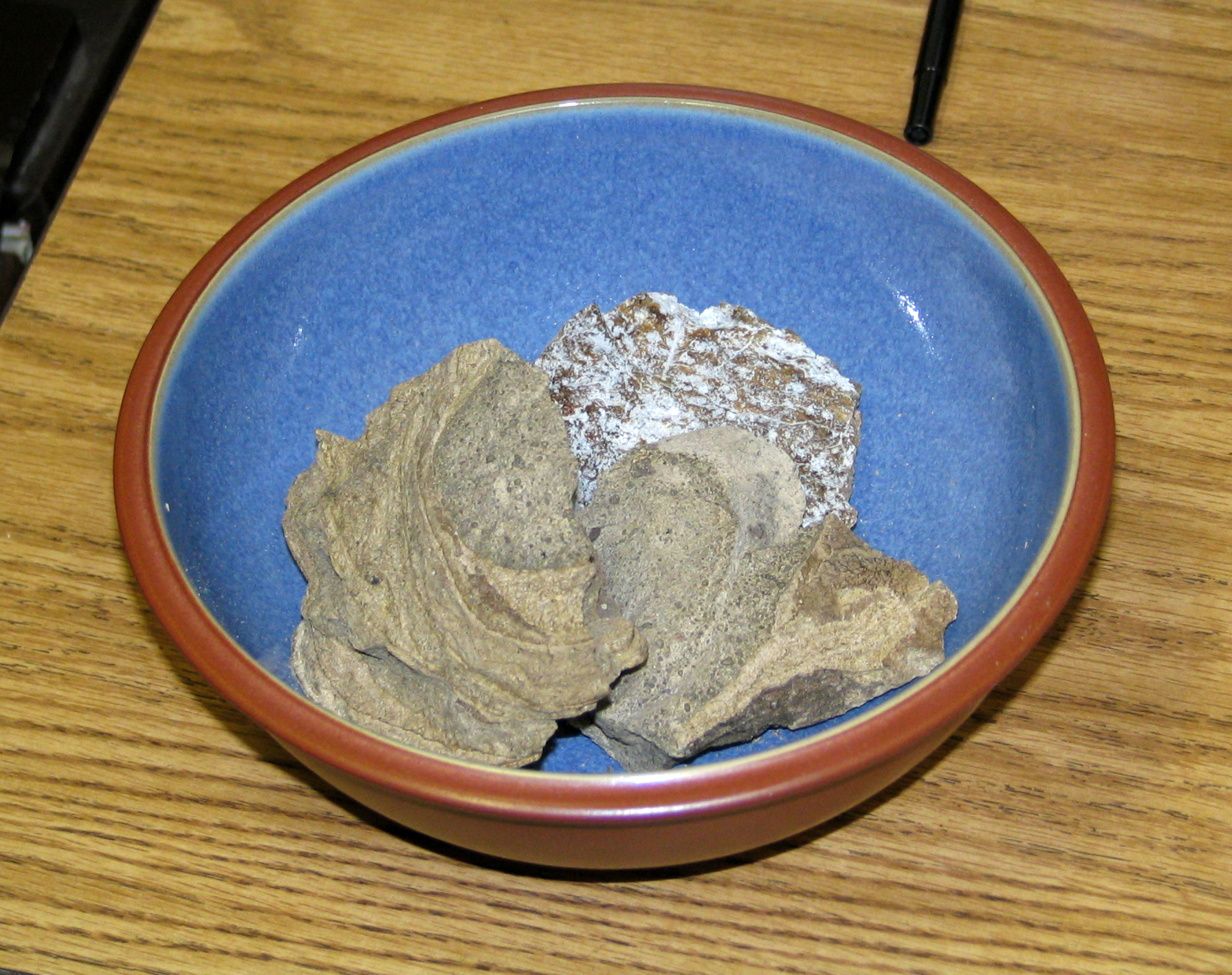
Ambra v misce

Ambra je pevná, voskovitá substance, která vzniká v trávicím traktu vorvaně. Jedna z domněnek říká, že napomáhá k trávení krakatic. Existuje naopak hypotéza, že ostrý zobák zkonzumované krakatice usazený ve střevě velryby vede právě k produkci ambry. Někdy je vyloučena z těla vorvaně spolu s trusem a plave na hladině jako velký, šedočerný chomáč, nebo ji lze také nalézt jako usazeninu na skaliscích. Čerstvá ambra nepříjemně zapáchá, ale jak stárne, změní se aroma na příjemné a zemité. Její barva se změní z šedočerné na oranžovo žlutou, až jantarovou. Přestože již byla v parfumerii většinou nahrazena syntetickými materiály, stále je vysoce ceněna a velmi dobře placena.

## Využití
- parfumérie – užívá se jako ustalovač
- potravinářství – užívá se jako aroma

## Historie
Český lékař Jan Černý v knize Knieha lekarska která slove herbarz z roku 1517 o ambře uvedl: „Odkud vychází a kde roste důmyslové sú rozdílní. Avšak ti, kteříž smyslí, že by v hlubokosti mořské z skály zstupovala a silným hnutím moře na svršek vody vynášela se jako nějaká h(o)uba, nejbližší pravdy sú.“